# 上橫線
上橫線（英語：Overline），又稱上劃（畫）線、上標線及頂線，是指在文字上方加上橫線。起源於古希臘及羅馬數字表記，並出現在中世纪手抄員所用拉丁文縮寫標記上，其標記字母方式，於現今非數學相關網頁通常以長音符號替代表示。

## 應用

### 數學
常见使用在括線（一種上橫線）上，例如：
- A 為A集合的閉包
- 几何学上A點至B點的线段，AB
- 循环小数用于标示重复部分，{\displaystyle {1 \over 70}=0.0{\overline {142857}}}
- 代数的“”运算：{\displaystyle Y={\overline {AB}}}表示A及B後取反
- 常见于小学奥数，表示多位数字组成数：{\displaystyle {\overline {abc}}=100a+10b+c}

或者算式記號，例如：
- 算术平均数計算公式，{\displaystyle {\bar {x}}={\frac {\sum _{i=1}^{n}x_{i}}{n}}={\frac {x_{1}+x_{2}+\cdots +x_{n}}{n}}}
- 共轭复数，複數{\displaystyle z=a+bi}的共軛為{\displaystyle {\overline {z}}=a-bi}

### 物理
粒子物理學上表示反粒子，像是反質子（
p
）、反中子（
n
）等等。

### 書寫
歐洲國家受到中世纪拉丁文縮寫標記影響，及至近代書寫亦用上橫線為重複字母縮寫標記，尤其是「mm」和「nn」。當年牛頓去世後，助手妹夫孔杜伊特寫信給豐特奈爾等人的法文草稿中，即「homme」以「home」簡略，其他文獻也可見到相同做法；而德文迄今仍保有此遺風。

## 符號
| Unicode                           |
| --------------------------------- |
| U+203E ‾ OVERLINE                 |
| U+0305 ̅ COMBINING OVERLINE        |
| U+033F ̿ COMBINING DOUBLE OVERLINE |
| U+FE49 ﹉ DASHED OVERLINE         |
| U+FE4A ﹊ CENTRELINE OVERLINE     |
| U+FE4B ﹋ WAVY OVERLINE           |
| U+FE4C ﹌ DOUBLE WAVY OVERLINE    |